# オウム真理教の国家転覆計画
オウム真理教の国家転覆計画（オウムしんりきょうのこっかてんぷくけいかく）は、オウム真理教が企てた日本占領クーデター、武力革命、世界征服等の計画である。
オウム真理教はヘリコプターによって上空から毒ガスを散布して東京都民を大量虐殺し、首都官庁と皇居を制圧するという本格的な内乱計画「1995年11月戦争」を実行しようとしていた。

## 概要
オウム真理教の教祖麻原彰晃は、盲学校時代に「ロボット帝国をつくりたい」 と語ったり、1985年（昭和60年）には「アビラケツノミコト（神軍を率いる光の命）になれ」と啓示を受けたと述べる などかねてから武力への傾倒があったとされる。前身である「オウム神仙の会」創設後の1986年（昭和61年）にはすでに「武力と超能力を使って国家を転覆することも計画している。その時は、フリーメイソンと戦うことになるだろう」などと語っていたという。
「オウム真理教」に改組した1987年（昭和62年）から1988年（昭和63年）頃には、
他にも「今やヨハネの黙示録の封印を解くべき時が来た」「力で良い世界をつくる。これこそ、タントラ・ヴァジラヤーナの世界だ。シヴァ神は、シヴァ神への強い信仰を持ち続けたタントラ修行者が、諸国民を支配することを望んでいらっしゃるんだ」などと、武力による救済を主張した。
1988年1月、教団発足間もない時期のテープには麻原の「破壊願望」が刻まれていた。当時、表向きの説法では「核戦争を回避して世界を救済するためには、『隣人への愛』こそが必要である」と説いていたが、テープには、ごく一部の側近たちと交わした会話が偶然収録されていた。
1988年9月の在家信者死亡事件の発生により麻原はヴァジラヤーナに入る時が来たと認識した。1988年の年末には『滅亡の日』という書籍を出して終末予言を行った。
1989年（平成元年）2月の男性信者殺害事件の際にも「私は、救済の道を歩いている。多くの人の救済のために、悪業を積むことによって地獄に至っても本望である」と犯罪を肯定する発言をしている。そして同年、サンデー毎日の「オウム真理教の狂気」特集がスタートすると、麻原は教団が社会に弾圧されているという被害妄想を抱いた。
特に1990年（平成2年）の第39回衆議院議員総選挙で真理党が惨敗してからはその傾向を強め、「今回の選挙の結果は、はっきり言って惨敗、で、何が惨敗なのかというと、それは社会に負けたと。（略）つまり、国家に負けたと」、「オウムは反社会、反国家である。どぶ川のなかで美しく咲く蓮華のようにあり続けるためには、反社会でなければならない。よって、国家、警察、マスコミこれすべてこれからも敵にまわってくる」、「今の世の中はマハーヤーナでは救済できないことが分かったのでこれからはヴァジラヤーナでいく」、「この人類を救えるのはヴァジラヤーナしかない、今の人類はポアするしかない」 といった発言を行った。
1993年（平成5年）から1994年（平成6年）にかけてオウムはサリンやVXを実用化、「もうこれからはテロしかない」、「すべての魂をポアするぞ」、「神々の世界に行くためにはポアしまくるしかない」 として、松本サリン事件などこれらを利用したテロを相次いで実行した。他にもオカムラ鉄工を乗っ取りAK-74の生産を試みたり（自動小銃密造事件）、Mi-17の購入、サリンプラントの建設、光学兵器の研究など教団の兵器の開発を行った。またテロのため大阪府大阪市西成区などで人を集め行動部隊「白い愛の戦士」を結成した。
麻原は宗教（白蓮教）を利用して一代で全国統一を成した明の太祖朱元璋の生まれ変わりを自称しており、1994年2月22日より麻原一行が中国の孝陵（朱元璋の陵墓）などの縁の地を巡った際には、同行した村井秀夫、新実智光、井上嘉浩、早川紀代秀、遠藤誠一、中川智正に 対して旅の途中、宿泊した上海のホテルにて、麻原は「1997年、私は日本の王になる。2003年までに世界の大部分はオウム真理教の勢力になる。真理に仇なす者はできるだけ早くポアしなければならない」と説法し、日本国を武力で打倒して「オウム国家」を建設し、更には世界征服をも念頭に置いている旨を明らかにした。帰国後の2月27日には、都内のホテルで「このままでは真理の根が途絶えてしまう。サリンを東京に70トンぶちまくしかない」と話したという。
1995年（平成7年）3月20日には帝都高速度交通営団（現・東京地下鉄）霞ケ関駅をはじめとする朝の通勤電車や駅ホームにサリンをばらまき、13名の死者と多数の負傷者をだした（地下鉄サリン事件）。これが単純に強制捜査の延期を目的としたものか、国家転覆・ハルマゲドンの一端であったのかは議論がある。

## 1995年11月戦争

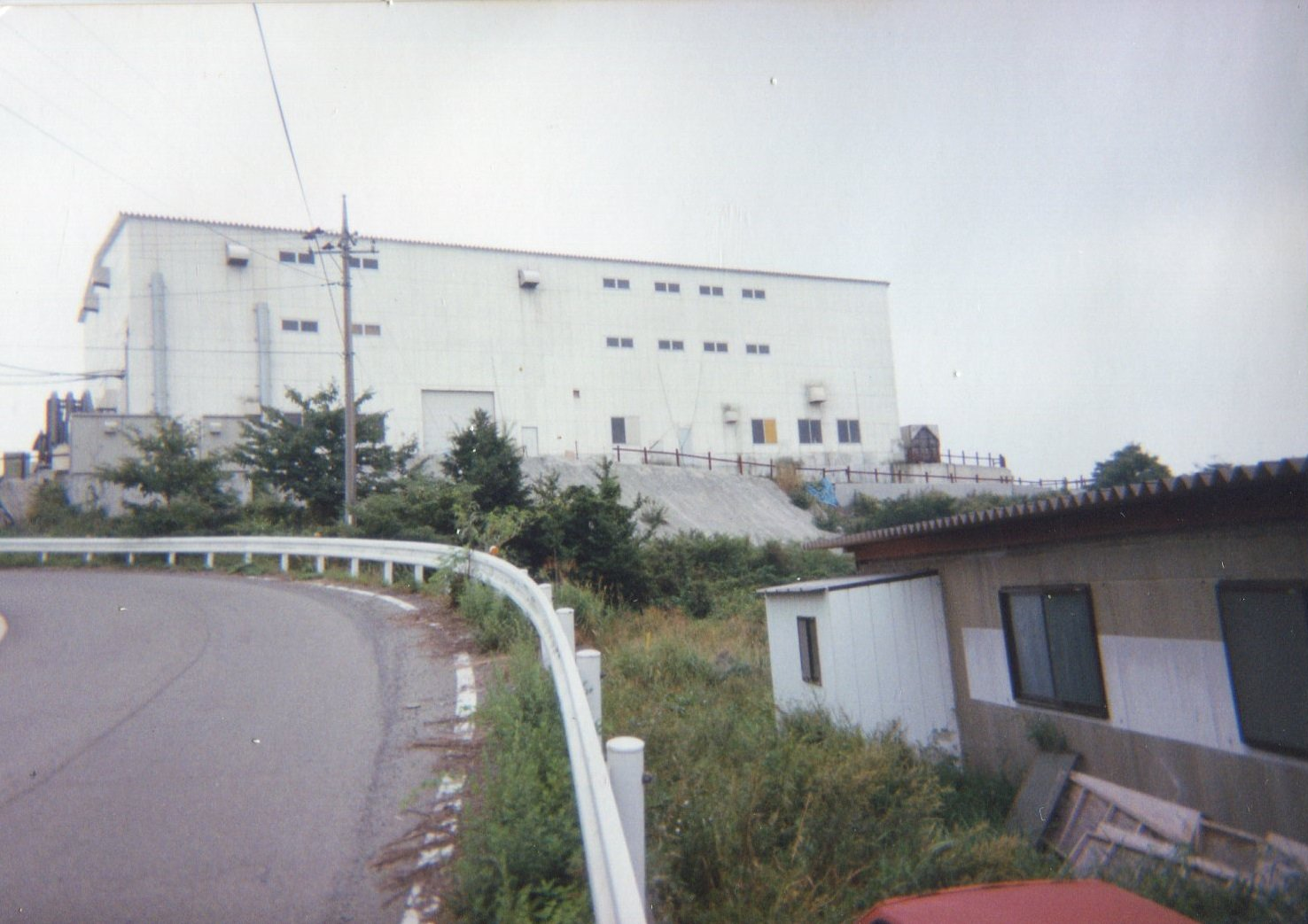
上九一色村のオウム真理教施設（1996年9月8日撮影）

1995年1月の読売新聞による上九一色村のサリン残留物スクープ、3月の警視庁による強制捜査により頓挫することになったが、教団は同年11月に「11月戦争」と呼ばれる「無差別大量殺戮計画」を企てていたことが明らかになった。
この計画は、「1995年11月に教団所有の軍用ヘリコプターを使って東京上空からサリンを散布し、東京都民を大量殺戮する。そして日本の混乱に乗じて、米・露・朝の各軍隊による核戦争を誘発させる。その間、教団はサティアンに造られた屋内退避シェルターに籠もり、核戦争終結後に日本を統治する」というものであった。

## 1995年11月戦争以外のテロ計画

### 全世界ボツリヌス散布計画
1990年3月、麻原は幹部20名ほどを集め、「現代人は生きながらにして悪業を積むから、全世界にボツリヌス菌をまいてポアする」「中世ではフリーメイソンがペスト菌をまいた。それでヨーロッパの人口は3分の1か4分の1になった。今回まくものは白死病と呼ばれるだろう」「本来ならばこれは神々がすることであるが、神々がやると残すべき人を残すことができないので我々でやる。オウムの子供たちを残していく」として、ボツリヌス菌ないしボツリヌストキシンによる人類大量殺戮を計画。同年4月に石垣島セミナーを開催し、教団信者が沖縄県石垣島に集まっている間に、毒を散布する計画があったが、培養に失敗、中止された。
最初は信者を逃がす計画すらなく、信者もろとも皆殺しにするつもりであったが上祐史浩や早川紀代秀が抗議したので逃がすことになった。

### 首都圏ボツリヌス散布計画
1990年4月～5月、皇居、霞が関、米軍横須賀基地、浄水場のある川などに散布したが、効果は無かった。ボツリヌス風船爆弾の実験も行ったが効率が悪いので中止された。同年6月には「川に汚物を放流している」として村井秀夫、新実智光が山梨県警察に検挙された。

### ホスゲン爆弾計画
1990年、化学兵器のホスゲンを入れた鞄型散布装置「ホスゲン爆弾」を使って、マスコミ、警察、大阪府などを標的とした無差別テロを行う計画があった。井上嘉浩は上祐史浩の指示でホスゲン爆弾を持ち歩いていたが実行はされなかった。第1サティアンや熊本県阿蘇郡波野村（現・阿蘇市）でホスゲンプラントもつくっていたが、国土法事件が起き強制捜査があったため完成せず、1991年（平成3年）には中止された。

### 皇太子成婚パレード炭疽菌散布計画
1993年（平成5年）6月、皇太子（のちの令和の天皇）の成婚パレードの際に炭疽菌を散布すべく、散布地点の下見を行ったり、皇居に向けて炭疽菌散布の実験を行ったりしたが準備不足により中止された。

### 首都圏炭疽菌散布計画
1993年6月28日と7月2日に、東京都江東区亀戸の教団施設から炭疽菌散布実験を行い、異臭を放ったことで近隣住民の顰蹙を買った（亀戸異臭事件）。後になって生物兵器テロ未遂事件であったことが明らかになった。異臭事件の後、杉本繁郎らがトラックを運転し国会議事堂、皇居、フリーメイソンの建物、創価学会、東京タワー、横浜、霞が関などに実際に散布したが効果は無かった。麻原もトラックに乗り込み指揮をしていた。

### 神宮球場サリン散布計画
1993年（平成5年）、当時の天皇が神宮球場を訪れるという情報を入手。サリンを散布する計画があり、早川紀代秀が神宮球場の構造を調べるところまで進んでいた。

### 米国サリン散布計画
1994年、アメリカにサリンを輸送しテロを行う計画があり、井上嘉浩らが携わった。サリンは仏像に隠して送る予定だったが、サリンプラント計画がうまくいかず中止された。

### 第1空挺団乗っ取り計画
オウムでは陸上自衛隊第1空挺団員の取り込みを図っており、井上嘉浩は軍事ジャーナリストを名乗ってアメリカやフリーメイソンの日本侵略を説いて勧誘、中には事件に関わった空挺団所属の現役自衛官もいた。
さらに1994年から1995年に、子である長女を入信させてその親の空挺団長も入信させる計画があった。井上は諜報省の部下に対して、空挺団長の長女の住所を調べさせ、長女の住む千葉県千葉市美浜区のマンションの電話回線に盗聴器を取り付けさせた。しかし、盗聴器の設置の仕方を誤ったためにこの電話回線が通話不能となり、調査に訪れたNTT千葉支店の職員が警察に通報して発覚した。

### 首都圏爆破テロ計画
1995年3月20日の地下鉄サリン事件後、「社会の対立し合う勢力をぶつけて混乱を引き起こし、捜査撹乱を行え」「30日ごとにテロをやりつづけろ」として、目白通りの石油コンビナート、東京タワー、東京都知事候補者の自宅を爆破したり、東京都庁にプロパンガス20本を積載したトラックで攻撃する計画があり、麻原の指示で井上嘉浩や富永昌宏が調査したが到底無理であるため中止された。代わりに新宿駅青酸ガス事件、東京都庁小包爆弾事件が実行された。ダイオキシンを散布するというプランもあった。
麻原は「ウソも100回つけば本当になる」として、矛先を逸らすため極左過激派などの仕業に見せかける偽の犯行声明文を出すことも指示していた。